# Hassi Mamèche
Hassi Mamèche (em árabe: حاسي مماش) é uma cidade e comuna localizada na província de Mostaganem, Argélia. É a capital do distrito homônimo. Segundo o censo de 2008, a população total da cidade era de 32 903 habitantes.